# 力石健次郎
力石 健次郎（ちからいし けんじろう、1916年〈大正5年〉8月6日 - 1995年〈平成7年〉2月9日）は、日本の外交官。

## 経歴
愛媛県喜多郡大洲町（現：大洲市）出身。旧大洲藩士・力石八十綱の三男・力石敏三郎（海軍中佐）の次男として母マツ（海軍主計中将池辺安雄の妹）との間に横須賀市汐入で生を受ける。
敏三郎は力石雄一郎の弟にあたる。幼少期は海軍士官だった父の赴任先である朝鮮鎮海にも帯同している（妹 スミ子の出生地）。
父が本土に戻った後、一時期母マツの実家でもある熊本で暮らし熊本市立春日尋常小学校卒業～中学校入学となるが、その後横浜（神奈川区台町とも）に移り住み神奈川県立第一中学校に転校。
その後旧制第一高等学校を経て昭和15年に東京帝国大学法学部政治学科を卒業。
帝大在籍中に外交官試験に合格。卒業後外務省入省。入省後、フランス語研修を受ける。太平洋戦争が始まると軍に志願し海軍主計中尉となる。
戦後となり昭和20年に復員。外務省国連局参事官（1963年）、初代中近東アフリカ局長（1965年）、駐カンボジア特命全権大使（1967年）、駐ポーランド特命全権大使（1971年）、外務省儀典長（1972年）、駐スイス特命全権大使（1974年）を歴任。1978年退官。
退官後は日本電気株式会社顧問（1979年）、1980年から二代目迎賓館館長を務めた。
1995年2月9日死去。享年78歳。

## 略歴[2]
- 1952年 在フランス大使館二等書記官
- 1954年 外務省欧米局第四課長
- 1959年 ニューヨーク国連代表部参事官
- 1961年 ジュネーブ国際機関代表部参事官
- 1963年 外務省国連局外務参事官
- 1964年 外務省中近東アフリカ部長
- 1965年 外務省中近東アフリカ局長
- 1967年 駐カンボジア特命全権大使
- 1971年 駐ポーランド特命全権大使
- 1972年 外務省儀典長
- 1974年 駐スイス特命全権大使

## 退官後の役職
- 日本電気株式会社顧問（1979年）
- 二代目迎賓館館長（1980年）

## 栄典
- 勲一等瑞宝章（1988年（昭和63年）11月3日）